# Stephen Billington
Stephen Billington es un actor británico, más conocido por haber interpretado a Greg Kelly en la serie Coronation Street y a Danny Lomax en la serie Hollyoaks.

## Biografía
Es hijo de Derek y Diana Billington.
Se entrenó en el "Drama Centre London", en donde ahora enseña al igual que en el "London School of Dramatic Art (LSDA)".

## Carrera
En 1995 apareció en la película Braveheart, donde interpretó a Phillip. Ese mismo año apareció como invitado en la serie Out of the Blue, donde interpretó al oficial de la policía Alex Holder. El 1 de abril de 1998, se unió al elenco de la serie Coronation Street, donde interpretó a Greg Kelly hasta el 16 de mayo de 1999.
En 2001 apareció como invitado en la serie anglocanadiense Relic Hunter, donde dio vida a Palmer. En 2003 interpretó al conde Drácula en la película Dracula II: Ascension. En 2006 apareció por primera vez en la serie Doctors, donde interpretó a Colin Tierney en el episodio "Greener Grass", más tarde apareció nuevamente en la serie ahora interpretando a Dutch en dos episodios en 2013.
En 2010 apareció en varios episodios de la serie médica Casualty, donde interpretó a Edward Thurlow, el director de la clínica de neurocirugía. Ese mismo año interpretó al padre Christopher en la película de horror española Exorcismus. El 8 de julio de 2013, se unió al elenco de la serie británica Hollyoaks, donde interpretó a Danny Lomax hasta el 6 de agosto de 2014.

## Filmografía

### Series de televisión
| Año         | Título                            | Personaje        | Notas                                      |
| ----------- | --------------------------------- | ---------------- | ------------------------------------------ |
| 2013 - 2014 | Hollyoaks                         | Danny Lomax      | 96 episodios                               |
| 2013        | Doctors                           | Dutch            | 2 episodios                                |
| 2010        | Casualty                          | Edward Thurlow   | 11 episodios                               |
| 2007        | The Wild West                     | Capitán Benteen  | episodio "Custer's Last Stand" - miniserie |
| 2001        | Relic Hunter                      | Palmer           | episodio "The Royal Ring"                  |
| 2001        | Queen of Swords                   | Bernardo         | episodio "Kidnapped"                       |
| 1999        | Highlander: The Raven             | Derrick Markham  | episodio "Love and Death"                  |
| 1998 - 1999 | Coronation Street                 | Greg Kelly       | 118 episodios                              |
| 1998        | Jonathan Creek                    | Neville Bruce    | 2 episodios                                |
| 1997        | The Man Who Made Husbands Jealous | Lysander Hawkley | 3 episodios - miniserie                    |
| 1995        | Out of the Blue                   | Alex Holder      | 6 episodios                                |
| 1995        | The Buccaneers                    | Teniente James   | 2 episodios - miniserie                    |
| 1994        | Space Precinct                    | Ross             | episodio "Time to Kill"                    |

### Películas
| Año  | Título                                                     | Personaje       | Notas                                                                      |
| ---- | ---------------------------------------------------------- | --------------- | -------------------------------------------------------------------------- |
| 2014 | Enemy of England                                           | Dillon Tudor    | junto a Lee Nicholas Harris, Stuart Matthews y Ryan Oliva                  |
| 2014 | Still Waters                                               | Blunt           | junto a John Hannah, Margo Stilley, Karel Roden y Christopher Sciueref     |
| 2011 | Capture Anthologies: The Dimensions of Self                | Julian Salinger | corto - junto a Damien Thomas                                              |
| 2010 | Exorcismus                                                 | Christopher     | junto a Sophie Vavasseur, Richard Felix y Tommy Bastow                     |
| 2007 | Apeth                                                      | Sven            | corto - junto a Luke Harris, Tom Hayes y Caroline Burns Cooke              |
| 2007 | Exitz                                                      | Theo            | junto a Malcolm McDowell, Christopher Simpson y Charity Wakefield          |
| 2007 | Oh Happy Day                                               | David           | junto a Anthony Alexis, Cristina Avery y James Barrett                     |
| 2007 | Northern Cowboys                                           | Deano           | corto - junto a Jeff Hordley y Sarah Jayne Dunn                            |
| 2005 | Dracula III: Legacy                                        | Dracula II      | junto a Jason Scott Lee, Diane Neal, Jason London y Rutger Hauer           |
| 2005 | The Prophecy: Uprising                                     | Ion             | junto a Sean Pertwee, John Light, Kari Wührer, Jason London y Doug Bradley |
| 2004 | The Tulse Luper Suitcases, Part 3: From Sark to the Finish | Tulse Luper     | junto a Jordi Mollà, Ana Torrent y Ornella Muti                            |
| 2004 | Girl Afraid                                                | -               | corto - junto a Honor Blackman, Andrew Hall y Amanda Root                  |
| 2003 | Dracula II: Ascension                                      | Dracula II      | junto a Jason Scott Lee, Craig Sheffer, Diane Neal y Khary Payton          |
| 2002 | Inquisition                                                | Prisionero      | junto a Derek Jacobi, Alun Armstrong y John Dallimore                      |
| 2002 | Callas Forever                                             | Brendan         | junto a Fanny Ardant, Jeremy Irons, Joan Plowright y Jay Rodan             |
| 2002 | Resident Evil                                              | Mr. White       | junto a Milla Jovovich, Eric Mabius, Colin Salmon y Michelle Rodriguez     |
| 2002 | Young Arthur                                               | Lord Vortigen   | junto a Julian Morris, James Fleet, Paul Wesley y Jo Stone-Fewings         |
| 1997 | Rules of Engagement                                        | Gary            | junto a Holly Aird, Frances Barber, Ciarán Hinds y Douglas Hodge           |
| 1995 | Braveheart                                                 | Phillip         | junto a Patrick McGoohan, Sophie Marceau, Angus Macfadyen y Mel Gibson     |

### Teatro
| Año  | Obra                     | Personaje    | Director (a)   | Teatro                | Notas                                                                                  |
| ---- | ------------------------ | ------------ | -------------- | --------------------- | -------------------------------------------------------------------------------------- |
| 2011 | The Crucible             | John Proctor | Juliet Forster | York Theatre Royal    | junto a Arthur Miller, Christopher Hirst, Daniel Sawka y Dawn Allsopp                  |
| 2010 | The Notebook of Trigorin | -            | Phil Willmott  | -                     | junto a Carolyn Backhouse, Lachele Carl y Richard Franklin                             |
| 1997 | Our Betters              | -            | Michael Rudman | Chichester F. Theatre | junto a Kathleen Turner, Nigel Davenport, Charles Edwards y Sheri Grauber              |
| 1996 | The White Devil          | -            | Gale Edwards   | The Pit Theatre       | junto a Jane Gurnett, Adam Godley, Martina Laird, Ray Fearon y Philip Quast            |
| 1996 | Troilus and Cressida     | Margareton   | Ian Judge      | -                     | junto a Joseph Fiennes, Paul Ritter, Richard Dillane, Colin Farrell y Jeremy Sheffield |
| -    | Parlour Song             | -            | -              | York Theatre          | -                                                                                      |

## Premios y nominaciones
| Año  | Categoría           | Premio             | Serie             | Resultado |
| ---- | ------------------- | ------------------ | ----------------- | --------- |
| 1999 | Villain of the Year | British Soap Award | Coronation Street | Ganador   |